# 瑪麗亞·伊莎貝拉 (奧地利-托斯卡納)
奧地利-托斯卡納的瑪麗亞·伊莎貝拉（德語：Maria Isabella von Österreich-Toskana，1834年5月21日—1901年7月14日），特拉帕尼伯爵夫人，托斯卡納大公利奧波多二世的女兒。

## 家庭
1850年，瑪麗亞·伊莎貝拉與舅舅法蘭西斯科結婚，兩人共有2子4女：
1. 瑪麗亞·安東妮埃塔（1851年—1938年），卡塞塔伯爵夫人
2. 利奧波多（1853年—1870年），早逝
3. 瑪麗亞·特蕾莎（1855年—1856年），夭折
4. 瑪麗亞·卡羅琳娜（英语：Princess Maria Carolina of Bourbon-Two Sicilies (1856–1941)）（1856年—1941年）
5. 費迪南多（1857年—1859年），夭折
6. 瑪麗亞·安農齊亞塔（1858年—1873年），早逝